# ISTJ

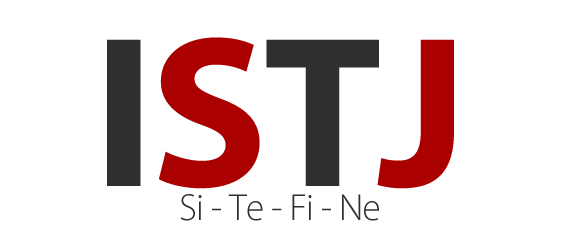
ISTJ.

Se denomina ISTJ (Introversión, Sensorial, Racional (Thinking),Juzgador (Judging)) a una sigla utilizada en el Indicador de Tipo de Myers-Briggs (MBTI) para referirse a uno de los dieciséis tipos de personalidad. La metodología de evaluación MBTI fue desarrollada a partir de los trabajos del eminente psiquiatra Carl G. Jung en su obra Tipos psicológicos, en la que propuso una tipología psicológica basada en sus teorías de funciones cognitivas.
A partir del trabajo de Jung, otros investigadores desarrollaron tipologías psicológicas. Entre los tests de personalidad más difundidos se encuentran el test MBTI, desarrollado por Isabel Briggs Myers y Katharine Cook Briggs, y el Keirsey Temperament Sorter, desarrollado por David Keirsey. Keirsey se refiere a los ISTJs como los Inspectores, uno de los cuatro tipos pertenecientes al temperamento que él denomina Guardián. Se estima que entre el 10% al 14% de la población posee un tipo de personalidad ISTJ.

## La preferencia MBTI
El tipo ISTJ y su significado:
- I - Introvertido preferido sobre Extrovertido: Los ISTJ tienden a ser callados y reservados. Por lo general prefieren interactuar con un par de buenos amigos en vez de con grupos grandes de conocidos, y gastan energía en situaciones sociales (donde en cambio, la gente extrovertida la adquiere).[4]
- S - Sensitivo preferido sobre Intuitivo: Los ISTJ piensan más en lo concreto que en lo abstracto. Se enfocan más que en los detalles que en el panorama general y en la realidad inmediata más que en las posibilidades futuras.[5]
- T - Racional (Thinking) preferido sobre Emocional: Los ISTJ valoran los criterios objetivos sobre la preferencia personal. A la hora de tomar una decisión, la lógica vale más que las consideraciones sociales.[6]
- J - Calificador (Judging) preferido sobre Perceptivo: Los ISTJ tienden a planificar sus actividades y tomar decisiones temprano. Derivan de la predictibilidad un sentido de control.[7]

## Características del tipo ISTJ
Los ISTJ son leales, lógicos, organizados, sensibles y verdaderos tradicionalistas que disfrutan de mantener controladas sus vidas y el medio en el cual moran. Son individuos típicamente reservados y serios, son exitosos ejercitando su meticulosidad y siendo extraordinariamente confiables. Son capaces de aislarse de las distracciones de manera de poder encarar un enfoque práctico y lógico a sus tareas, y son capaces de tomar decisiones difíciles que otros tipos evitan tomar. Realistas y responsables los ISTJs son considerados abejas obreras que trabajan incansablemente en pos de su meta. Disfrutan ayudando a mantener instituciones y a menudo son muy religiosos.  A pesar de su extrema confiabilidad y buenas intenciones, los ISTJs sin embargo pueden tener dificultades en comprender y responder a las necesidades emocionales de otros.
A pesar de que a menudo se concentran en su mundo interior, los ISTJs prefieren tratar con el presente y lo factual. Se concentran en los detalles y sopesan las diversas opciones al tomar decisiones, aunque por lo general eligen la convencional. Los ISTJs están bien preparados para las eventualidades y poseen una buena comprensión de la mayoría de las situaciones. Ellos creen en los objetivos prácticos, y valoran las tradiciones y la lealtad.
Los caracteriza su extrema confiabilidad. Sea en el hogar o en el trabajo, ellos son extremadamente perseverantes y trabajadores, particularmente a la hora de controlar a las personas y productos de los cuales son responsables. En su modo callado ellos velan por que las reglas se cumplan, se respeten las leyes, y se hagan cumplir los estándares.
Representan casi el 10% de la población  y son los verdaderos guardianes de las instituciones. Son pacientes en su trabajo y con los procedimientos en las instituciones, aunque no siempre con los comportamientos no autorizados de ciertas personas en las instituciones. Su elevado grado de responsabilidad, hace que encuentren placer cuando las personas saben cuales son sus deberes, siguen las instrucciones, y operan dentro de las reglas. Ellos verificarán que los bienes sean examinados y que se hagan cumplir los cronogramas, que los recursos posean el nivel de calidad requerido y sean provistos cuando y donde se supone que deban serlo. Ellos quisieran que todos fueran así de confiables. Los ISTJs pueden ser muy estrictos en cuanto al cumplimiento de las reglas en el sitio de trabajo, y no dudan en reportar las irregularidades ante las autoridades correspondientes. Por esta razón a menudo son evaluados en forma incorrecta y considerados duros de corazón, o ser fríos, ya que las personas no perciben sus buenas intenciones y su vulnerabilidad ante la crítica. A causa de que realizan sus tareas sin mucho floreo o fanfarria, a menudo su dedicación al trabajo puede pasar desapercibida y no ser apreciada.

## Análisis funcional
Introvertido Sensorial- 
Si se orienta hacia el mundo de las formas, las esencias y los genéricos. El tiempo es un tipo de forma, una esencia cuantificable de exactitud, el estándar con respecto al cual todos los eventos externos se rigen. Para ambos tipos IS_J, el sentido de propiedad se origina de la definición clara de las formas internas. Una manzana "debe" tener ciertas características, con respecto a las cuales todas las manzanas son evaluadas. Una silla "adecuada" posee cuatro patas. Jung consideraba al introvertido sensorial como un oxymoron, en el sentido que la dirección natural de los sentidos es hacia el objeto, en vez de ser desde el mismo y alejándose de él. Se tiene la sensación de que los introvertidos sensoriales se inclinan más a medir el concepto del objeto percibido que a experimentar la percepción.
Extrovertido Racional (Thinking) - 
La moderación de la función Te sirve para socializar la expresión de estas formas. Cuando la función Si se encuentra lista para procesar los datos, puede hablar Te. En caso contrario el silencio es salud. Los ISTJs parecen tener unas ciertas formas preferidas (lo probado y lo verdadero) que les sirven para la mayoría de las circunstancias. 
Introvertido Feeling - 
Dado que el Fi se encuentra dirigido hacia su interior, rara vez se expresa. Tal vez ello permite a los ISTJs aceptar sin inconvenientes que "estamos todos condenados." Cuando le dijeron a Tomás que Lázaro había muerto, Tomas dijo, "Vamos y murámonos con él." (O podría también haber dicho algo como, "Yo sabía que algo como esto iba a suceder tarde o temprano.") Solo en ocasiones de gran estrés es que se expresa el Introvertido Feeling. En caso contrario puede ser inferido, o expresado en forma no oral, mediante expresiones de sus ojos o una sonrisa.

## Ejemplos de ISTJs
Entre los ISTJs se encuentran: Warren Buffett, Isabel II del Reino Unido, Harry S. Truman, John D. Rockefeller y Roy Disney.